# Mon Schjelderup
Maria Gustava (Mon) Schjelderup (Fredrikshald, 16 juni 1870 – Asker, 21 november 1934) was een Noors componiste en pianiste.

## Achtergrond
Mon Schjelderup werd geboren als dochter van kapitein Christian Bernhard Koren Schjelderup (1819-1889) en amateurpianiste Anne Sofie Preus Berg (1831-1998). Moeder had lessen gevolgd bij Halfdan Kjerulf. Ze is een nicht van componist, muziekpedagoog en schrijver Gerhard Schjelderup en nicht van Leis Schjelderup.

## Muziek
Ze werd als vroeg ontdekt als talent voor zang, piano en compositie. Op veertienjarige leeftijd schreef ze haar eerste compositie Berceuse voor viool en piano (pas veel later uitgegeven). Eerste pianolessen volgden van Agathe Backer-Grøndahl. Ze zette haar studie voort aan de Königliches Musik-Institut Berlin. Daar kwam ze erachter dat haar liefde toch vooral uitging naar componeren. Ze vertrok naar Parijs om les te nemen bij Jules Massenet. In Parijs ontstonden haar eerste orkestwerken, zoals muziek voor het toneelstuk Vildanden van Henrik Ibsen, die uitgevoerd werd in het Christiania Theater (1893). De muziek, met name de ouverture, werd omschreven als helder en goed georkestreerd. Ondertussen gaf ze concerten in Christiania en omstreken. Een ander succes werd haar Sonate voor viool en piano, dat in Parijs werd uitgevoerd. Haar kamermuziek werd uitgevoerd in Oslo door Kvartettforeningen. Ze kreeg echter, zoals toen veel vrouwelijke componisten en pianisten overkwam, te maken met geringe belangstelling. Ze kreeg met moeite geld bij elkaar om te studeren. Alleen met openlijke steun van Jules Massenet en Agathe Backer-Grondahl kreeg ze voldoende financiële middelen bij elkaar. Verder verdiende ze vanaf 1895 bij als docent aan het Conservatorium van Oslo. Binnen haar composities nemen de kleinschalige werken een voorname plaats in; zelf wilde ze wel voor het groter werk gaan, maar daar kwam ze niet toe.
Haar muzikale leven kwam vroegtijdig aan een eind. Ze leed aan een psychische stoornis, die haar in 1904 belette verder te gaan in de muziek, ze was toen 34 jaar oud. In 1934 overleed ze in een ziekenhuis.

## Oeuvre (gedeelte)
- opus 1: Berceuse voor viool en piano (1893)
- opus 2: Ballade
- opus 3: Au printemps, trois morceaux voor piano (uitgevoerd 5 november 1893 door Dagmar Walle-Hansen)
- opus 4: voorspel tot toneelstuk Vildanden
- opus 5: En mineur; trois morceaux pour piano
- opus 6: To romancer for violin og piano (19 november 1894, Warmuth Musikforlag)
- opus 9: Romanse für violine und klavier
- opus 10: To sange (tekst van Vilhelm Krag) (1899)
- opus 12: Sonate in B-mineur (1896)
- opus 13: To pianostykker (1898)
- opus 16: To Vestlandsviser (tekst van Vilhelm Krag) (1899)
- opus 18: Tungsind voor cello en piano (1899)
- opus 20: Silkesko over gylden læest (tekst van Jens Peter Jacobsen (1900)
- opus 21: Huldresang (tekst van Arne Garborg) (1899)
- opus 23: Nocturne, een scherzo (tekst van Vilhelm Krag)(1900)
- opus 24: Bjekern i brudeslør (tekst van Theodor Caspari) (1901)
- opus 25: Nytårskveld (tekst Theodor Caspari (1901)
- opus 30: Festmarsch for orkester udsatt for piano (1902)
- opus 31: To sange (tekst Caspari en Halfdan Christensen)
- opus 32: Høststemning (tekst Theodor Caspari);
- opus 33: Tullemors vise og Til fiskeskjær (tekst van Anna Winge) 1902
- opus 35: Tre sange (tekst van Caspari)
- opus 38: Et savn (tekst van Halfdan Christensen) 1902
- opus 46: Den dag kjem aldri (tekst Aasmund Olavsson Vinje) (1904)
- opus 48: Valmue rod (tekst van Fredrik Døcker-Smith)(1905)
- opus 49: Nøkkens sang
- opus 51: Nye sange (tekst van Fredrik Døcker-Smith)
- opus 52: Til Kronprins Olav
- opus 55: Serenade für Violine und Klavier
- opus 59: To sange (tekst van Caspari)
- opus 61: Maria Nøklebånd (tekst van Fredrik Døcker-Smith)
- opus 62: Det gyldenhvide himmellys (tekst Ludvig Holstein)
- opus 63: Min elskov ingen sjael på jord skal vide (tekst S. Lagerlöf)
- opus 64: Min elskede dander i sale (tekst Laurits Christian Nielsen)
- Barnerim (1902)
- La ballerina, air de ballet (1898)
- Tre sange (tekst van Vilhelm Krag) (1899)
- Til Mor (tekst van Reidar Mjøen)(1900)
- To religiøse sange
- Bagateller, fire lette pianostykker (1903)
- Alt for Norge (1905)
- De fanged Ørnen (tekst van Idar Handagard)(1905)

Enkele concerten:
- 17 november 1894: als hoofdartiest, bijgestaan door violiste Elly Fuchs en het orkest van het Christiania Theater o.l.v. Per Winge; ze speelde onder meer ; ze haar Au printemps en Souvenir triste (uit opus 5), Ballade en Romance .
- 26 oktober 1901: ze begeleidde zangeres Ogman Grønn

- Gemeinsame Normdatei: 1014457165
- International Standard Name Identifier: 0000 0000 7741 3787
- Library of Congress Control Number: no2010046304
- MusicBrainz: bb65f072-78a7-4bbe-ba5c-a2b9e6a92921
- Nederlandse Thesaurus van Auteursnamen: 338805435
- Virtual International Authority File: 108084046
- WorldCat: E39PBJktv6G4J37tJGPqt6Pmh3